# TR-580
TR-580 (Tanc Românesc cu motor de 580 cai-putere) este un tanc proiectat și fabricat în România în timpul Războiului Rece. Aproximativ 400 de tancuri au fost construite pentru Armata Română, iar dintre acestea 150 au fost exportate. Tancul TR-580 a fost fabricat între anii 1979 și 1985, fiind predecesorul modelului TR-800.

## Proiectare
După evenimentele cunoscute sub numele de „Primăvara de la Praga”, Republica Socialistă România a adoptat o nouă doctrină națională de apărare: „apărarea patriei de către întregul popor”. Noua strategie necesita o industrie proprie de armament. În luna aprilie a anului 1968 este prezentat Consiliului de Apărare al țării un raport privind fabricarea tancurilor în România. La 13 octombrie 1972, acest raport este aprobat. Programul de fabricare în țară a unui tanc mijlociu românesc a fost demarat pe 13 mai 1974. Tancul urma să aibă o greutate de aproximativ 40 de tone, un tun de calibru 100 mm și un motor de 800 cai-putere.
Tancul a fost denumit inițial TR-77 (Tanc Românesc model 1977), fiind proiectat între anii 1974 și 1980. Un prototip și seria zero (10 tancuri) au fost realizate în această configurație care urma a fi dotată cu un motor de 800 cai-putere, similar celui folosit de tancul german Leopard 1. Pentru a fi livrat la timp, tancul a fost echipat până la urmă cu motorul V2 al tancului T-55, asimilat de industria autohtonă. Varianta finală a fost denumită TR-77-580 (Tanc Românesc model 1977 cu motor de 580 de cai putere).
Tancul TR-580 a fost proiectat la Uzina Mecanică Mârșa, prin mijloace proprii, de către Institutul 111, cu ajutorul Direcției Tancuri și Auto și a peste 141 întreprinderi colaboratoare. România nu a achiziționat licența pentru tancul T-55, inginerii români fiind nevoiți să utilizeze documentația de exploatare, întreținere și reparare a tancurilor T-55 aflate deja în înzestrarea armatei pentru a realiza tancul românesc. Primul prototip a fost fabricat în 1974 la Uzina Mecanică Mizil. În luna octombrie a anului 1976, tancul este supus testelor timp de 6 luni. La mijlocul anului 1977, producția a fost transferată în întregime la Uzina Mecanică Mârșa. Un an mai târziu, fabrica a fost mutată la Uzinele 23 August din București, unde a fost înființată Fabrica de Mașini Grele Speciale. TR-580 urma a fi echipat cu un sistem de conducere a focului suedez, fabricat sub licență. Din lipsă de fonduri, sistemul suedez nu a mai fost achiziționat, fiind dezvoltat unul românesc. TR-580 s-a dorit a fi un tanc produs într-un număr mic, pentru ca specialiștii și industria de armament autohtonă să capete experiență în fabricarea vehiculelor blindate grele.

### Denumire
TR-77 era denumirea folosită pentru export. Țările din Vest foloseau denumirea M77 sau Model 1977 (abreviat M1977). Tancul este cunoscut în România sub denumirea de TR-580 sau TR-77-580.

### Producție
TR-580 a fost primul tanc fabricat în România. Neavând experiență în domeniu, specialiștii români au vizitat o fabrică de tancuri din China pentru a studia procesul de fabricație. Cea mai mare problemă întâmpinată a fost calitatea turelelor. Primele piese plesneau după turnare din cauza porilor. Turelele erau inițial verificate la ultrason, zona poroasă era bătută manual cu dalta și apoi fisurile se umpleau cu sudură. Tehnologia fabricației turelelor a trebuit să fie refăcută prin utilizarea unui alt model metalic și schimbarea compoziției. Primul tanc fabricat la Întreprinderea 23 August a ieșit din fabrică pe 26 ianuarie 1979. Primele 12 tancuri au participat la parada militară de Ziua Națională a României din 23 august 1979. În anul 1980 au fost fabricate în total 30 de tancuri. Tancurile erau asamblate la FMGS, unde erau turnate și turelele. Carcasele blindate erau prelucrate la Întreprinderea Mârșa,, tunul la Arsenal Reșița și mitralierele la UM Cugir. Aproximativ 400 de tancuri TR-580 au fost fabricate între 1979 și 1985.

## Descriere
TR-580 folosea un șasiu modificat, având șase galeți găuriți (T-55 avea doar cinci galeți). Între primii doi galeți există un spațiu proeminent, la fel ca la tancurile sovietice T-54/55. Din cauza acestor modificări, tancul avea o greutate mai mare, de aproximativ 46 de tone. TR-580 era dotat cu scuturi laterale de protecție pentru șenile. Sistemul de evacuare al gazelor (eșapamentul) este amplasat pe aripa din stânga, la fel ca în cazul modelului T-55. 
Tunul ghintuit de 100 mm nu avea decât un ejector de gaze, nefiind dotat cu manșon pentru protecția termică a țevii sau telemetru laser. 

## Variante
- TR-77 - prototipuri experimentale.
- TR-580 - varianta fabricată în serie.

## Utilizatori
Regimentul de tancuri din Mihai Bravu a fost prima unitate care a primit tancuri românești. Fiind în apropierea Bucureștiului, tancurile puteau fi reparate mai ușor în cazul unor defecțiuni. Producția tancului TR-580 a fost sistată la sfârșitul anului 1985 în favoarea modelului TR-800. În 2010, Armata Română avea 226 de tancuri TR-580 conform rapoartelor ONU.

### Export
Egipt a comandat 150 (alte surse menționează 100 sau 200) de tancuri TR-580 din România în 1981. Tancurile au fost livrate între anii 1982 și 1984. Ministrul egiptean al Apărării Abu Ghazala a recunoscut ulterior faptul că tancurile TR-580 nu au fost achiziționate pentru armata egipteană, ci pentru a fi trimise în Irak. Romtehnica a exportat însă tancuri din primul lot, fabricat ca material de instrucție, și nu a adaptat blindatele la clima din deșert. Tancurile aveau scurgeri cronice de lubrifianți, iar armamentul s-a dovedit a fi imprecis. Tancurile TR-580 exportate fuseseră deja în dotarea armatei române și au fost revitalizate înainte de livrare. Inițial, revitalizarea s-a realizat la unități și nu în fabrică. Timpul alocat revitalizării a fost prea scurt, iar unitățile nu aveau mijloacele necesare. Prin urmare, tancurile au fost livrate într-o stare tehnică necorespunzătoare. Comisia egipteană de recepție a refuzat inițial să accepte tancurile. Problemele au fost remediate între 1983-1984, iar tancurile TR-580 au fost livrate ulterior Irakului, însă nu există informații despre utilizarea lor în Războiul Iran-Irak sau alte conflicte ulterioare. La începutul anului 1984, Cipru s-a interesat de achiziționarea unui număr de tancuri românești.